# Marasmius exustoides
Marasmius exustoides är en svampart som beskrevs av Desjardin & E. Horak 1997. Marasmius exustoides ingår i släktet Marasmius och familjen Marasmiaceae.   Inga underarter finns listade i Catalogue of Life.